# Sphaerotherium stigmaticum
Sphaerotherium stigmaticum är en mångfotingart som beskrevs av Butler 1873. Sphaerotherium stigmaticum ingår i släktet Sphaerotherium och familjen Sphaerotheriidae. Inga underarter finns listade i Catalogue of Life.